# Паросская хроника

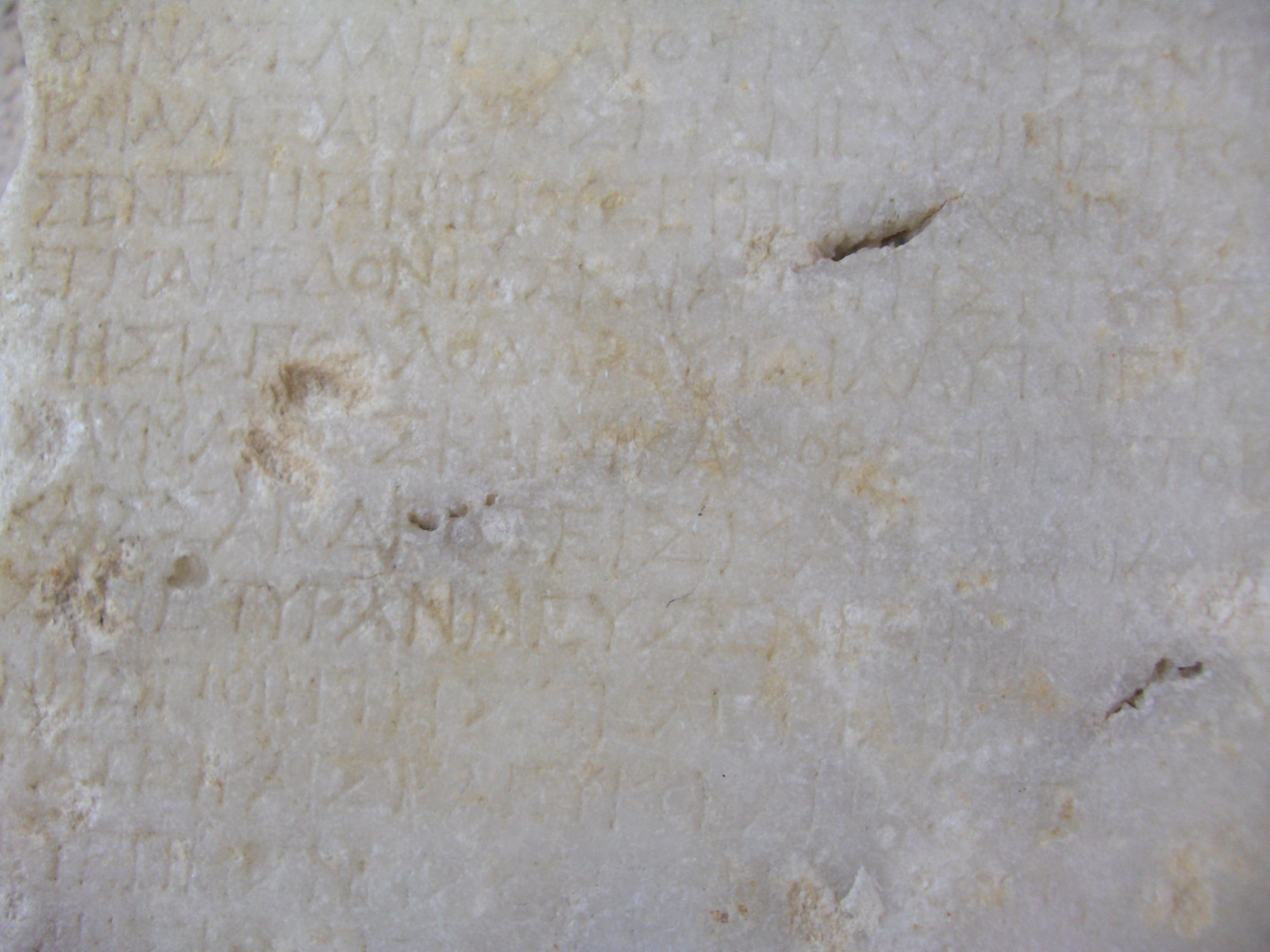
Фрагмент Паросского мрамора из Паросского музея

Паро́сский мрамор (лат. Marmor Parium, англ. Parian Marble or Parian Chronicle) — название важного источника древнегреческой хронологии, мраморной таблицы с острова Парос, составленного в 264 году до н. э..
Первая часть хронологических таблиц была обнаружена агентами английского графа Томаса Говарда в Смирне (Малая Азия) и переправлена в 1627 году в Англию, где служила украшением в доме графа, известного покровителя искусств. В 1628 году юрист Королевского суда и одновременно исследователь античности Джон Селден (John Selden) с двумя помощниками перевёл надпись с древнегреческого и опубликовал её в Лондоне («Marmora Arundelliana»). В 1667 году внук графа, лорд Генри Говард, передал археологическую коллекцию деда в дар Оксфордскому университету, где она и хранится в настоящее время в Эшмолеанском музее искусства и археологии при университете. Однако верхняя часть камня, на котором были высечены таблицы, исчезла, и содержание утерянной части известно только из каталога, составленного Селденом. Оксфордский фрагмент покрывает период 895—355 годов до н. э.
В 1897 году на греческом острове Парос был обнаружен второй фрагмент хронологических таблиц, покрывающий период времени 336—299 годов до н. э. В настоящее время эта часть хранится в Паросском музее.
Паросский мрамор содержит хронику событий в греческом мире, в основном событий политических, религиозных и литературных, начиная с легендарного афинского царя Кекропа (правление которого датировано 1581 годом до н. э.) до войн диадохов, и заканчивается 299 годом до н. э. Первая строка касается времени создания хроники, архонтство в Афинах Диогнета (264/263 годы до н. э.), от которого отсчитываются все прочие события. Особенно детально описывается то, что касается Афин, в то время как местная история острова Парос игнорируется, за исключением имени паросского архонта (не восстановлено) в год создания хроники.
Источники, по которым создавалась эта хроника, трудно установить. Текст написан на аттическом наречии древнегреческого с небольшой примесью ионийского диалекта.
Возможно, Парос послужил для таблиц лишь как источник мрамора, качеством которого остров славился в античную эпоху.

## Хронология Паросского мрамора
Хронология некоторых событий на Паросском мраморе и сравнение их с другими источниками. Все даты приведены в годах до н. э.
| Событие                                                          | Паросский мрамор | Из других источников | Комментарий                                                                                        |
| ---------------------------------------------------------------- | ---------------- | -------------------- | -------------------------------------------------------------------------------------------------- |
| Первый царь Кекропс воцарился в Афинах                           | 1582             | 1556                 | Из хронологии Евсевия                                                                              |
| Потоп Девкалиона, уничтоживший человечество                      | 1529             | 1526                 | Из хронологии Евсевия                                                                              |
| Основание Фив финикийцем Кадмом                                  | 1519             | 1321                 | Из хронологии Евсевия, хотя Евсевий приводит и более ранние даты существования Фив                 |
| Поход амазонок в Аттику                                          | 1256             | ок. 1210             | Из хронологии Евсевия                                                                              |
| Взятие греками Трои                                              | 1209             | 1184                 | из хронологии Эратосфена                                                                           |
| Основание греками Милета и других ионийских городов в Малой Азии | 1077             | 1044                 | из хронологии Эратосфена. По Евсевию Милет основан в 1286, а ионийская колонизация началась в 1036 |
| Начало творчества Гомера                                         | 907              | 1084                 | из хронологии Эратосфена.                                                                          |
| Начало ежегодного архонтства в Афинах                            | 645              | 682                  | Начало ежегодного архонтства установлено по списку архонтов                                        |
| Царь персов Кир взял Сарды                                       | 541              | 547                  | Из древнеперсидской надписи                                                                        |
| Дарий стал царём персов                                          | 520              | 522                  | Из древнеперсидской надписи                                                                        |
| Марафонская битва                                                | 491/490          | 490                  | |
| Рождение Еврипида                                                | 486              | 481/480              | Большинство свидетельств                                                                           |
| Пердикка стал македонским царём                                  | 463              | 454                  | принято историками на основании генеалогии македонских царей                                       |